# أودين (برنامج)
الاودين  باللغة الانجليزية Odin هو عبارة عن برنامج للويندوز من خلاله تستطيع تركيب رومات سامسونج الرسمية و يستعمل أيضا لتركيب : الروت- الريكفري - المودم  ويمكن من خلاله تركيب ريكفري أو روم مخصص أو كيرنل

## شرح البرنامج
للبرنامج خمس خانات لكل خانة عمل منفصل
- خانة PIT نضع في هذه الخانة ملف تقسيم ذاكرة الجوال الداخلية (NAND) ويستخدم بحذر شديد .
- خانة BL : و هي الخانة التي يتم وضع ملف البوتلودر فيها.
- خانة AP-PDA : و هي الخانة المهمة التي يتم وضع ملف الروم الأساسي فيها و تكون صيغته .tar أو .md5
- خانة CP-Phone : و هي الخانة التي غالبا ما يتم فيها وضع الملف الخاص باعدادات الشبكة.
- خانة CSC : و هي الخانة التي يتم وضع فيها الملف الخاص بتحديد الدولة الموجه لها التحديث.
- خانة BL,Phone-CP و CSC غالبا لا تتم استخدامها الا في بعض الأجهزة المكونة روماتها من أربع ملفات ويتم استخدام خانة AP عندما يكون الروم عبارة عن ملف واحد.